# オフ・ザ・ボール
オフ・ザ・ボール（英語: off the ball）とは、球技（主にサッカー）で、プレーヤーがボールを持っていないか、ボールに密接に関与していない局面を指して使われる。これに対し、ボールを持っているか、ボールに密接に関与している場合はオン・ザ・ボール (on the ball) という。
そして、オフ・ザ・ボールの局面でのプレーヤーの動きをオフ・ザ・ボールの動き (movement off the ball) という。攻撃時にはオフ・ザ・ボールの段階で良い準備をしておくことで、オン・ザ・ボールの時、すなわちボールを受けたときに、良い体勢で（グッド・ボディシェイプ）で視野を確保し、余裕を持ってプレーすることが可能となる。
とはいえ、いくらオフ・ザ・ボールに優れていようとも、オン・ザ・ボールで有効なプレーができない選手は評価されない。正確にミスなくボールをコントロールし、パス、ドリブルなどプレー内容を適切に判断・選択し、シュートやラストパスなど決定的なチャンスに参与する、このオン・ザ・ボールでどれだけ有効な仕事ができるかが最も重要である。その準備段階がオフ・ザ・ボールの動きなのである。

## オフ・ザ・ボールの動き
スペースを作る、或いはスペースを使うためのフリーランニングが主なものである。フリーランニングを行ってもスタミナを消耗するだけで無駄に終わることもある。それを無駄走りと言う場合もあるが、オフ・ザ・ボールのランニングを示す「無駄走り」の場合は、身を挺して走るという肯定的な意味合いでも使われる。

### パス&ムーブ
パス&ゴーとも呼ばれ、パスを出した後も動き続けること。パスを出した後はディフェンスの意識がボールに集中しやすく自由に動くチャンスになる。ワンツーパス等はパス&ムーブを利用した最たる例である。

### デコイラン
パスを受けようとフリーランニングした選手が囮となってディフェンスを引き付けることで味方へのプレッシャーを緩和し間接的に味方を助ける。

### ダイアゴナルラン
フィールドの中央からサイド又は、サイドから中央に斜めに走る動き。斜めに移動することによりディフェンスにマークの受渡しとラインのコントロールの両方を強いることで、ディフェンスを混乱させる。

### 第3の動き
ボールを持っている選手の周りの選手がパスを受けようと動き出したときに、さらに次のプレーを予測してパスを受けた選手から次のパスを受けられるように先行して動くこと。次々と連携してパスを繋いで動いていくことでディフェンスは予測しづらく効果的にディフェンスを崩すことができる。しかし、そのためにはチーム全体でのプレーの共通イメージと積極的に走り続けることが必要であり、決して簡単なものではない。

## ポジション別によるオフ・ザ・ボールの動き
ポジションごとに要求されるオフ・ザ・ボールの動きは当然ながら違ってくる。

### フォワード
フォワードは良い状態でシュートまで持ち込むために、相手のマークを外してフリーになりパスを受けることが出来るように動く。さらに、周りの動きからスペースが出来る位置を予測して動くことで得点チャンスが生まれたりする。このような動きを得意とする選手は｢得点感覚に優れる｣｢ポジショニングが良い｣｢ゴールへの嗅覚が鋭い｣と言われる。また、状況によっては自ら囮となってディフェンダーを誘い出してスペースを作り出す動き等も求められる。

#### 裏への飛び出し
フォワードのオフ・ザ・ボールの動きのひとつにディフェンスラインの裏への飛び出しがある。これは味方のパスに合わせて相手ディフェンスのオフサイドラインの裏のスペースに飛び出すものであり、成功すればゴールキーパーと1対1になることができて得点のチャンスに直結する。しかし、飛び出す選手とパスを出す選手の意思の疎通や飛び出すタイミングが難しい。

#### プルアウェイ
フォワードのオフ・ザ・ボールの動きのひとつで、ゴール前にいるフォワードが敢えてゴールから遠ざかりディフェンスのマークを外すという動きである。ディフェンスの意識はどうしてもゴールに向かっていく選手に集中しやすいので、ゴールから離れることで一旦マークから逃れ、そこから再度空いているスペースへ進入すれば、ボールをフリー且つ前を向いた状態で受け取れる可能性が高まる。

### ミッドフィールダー
ミッドフィールダーは味方の選手のパスコースの選択肢を増やすためにパスを受けられる位置を探して動き回る。

#### 2列目からの飛び出し
前線でフォワードがマークされこう着状態に陥ったときなどに、中盤から前線へ飛び出して行き、一時的に数的有利を作り出して状況を打開する動き。

### ディフェンダー

#### オーバーラップ
中盤の選手を追い越して前に出て行くこと。後ろから選手が出てくることで数的有利を作り出すことが出来る。しかし、後方からの攻撃参加は豊富なスタミナを必要とする。また、守備が手薄になってしまうため注意が必要である。